# 异戊酸睾酮
异戊酸睾酮（英語：或testosterone isopentanoate，也称作睾酮-17β-异戊酸酯，testosterone 17β-isovalerate，或雄-4-烯-17β-醇-3-酮-17β-异戊酸酯，androst-4-en-17β-ol-3-one 17β-isovalerate）是一种合成雄激素同化類固醇（AAS）药物，是睾酮17号C原子β羟基与异戊酸酯化的产物，作为睾酮的前体药物，通过肌肉注射给药，有着更长时间的药效。